# Lejre Kommune
|  | For Lejre Kommune før kommunalreformen i 2007, se Lejre Kommune (1970-2006). |
Lejre Kommune er en kommune i Region Sjælland, der opstod ved Kommunalreformen i 2007 ved en sammenlægning af Bramsnæs, Hvalsø og Lejre kommuner. Allerede den 15. november 2005 blev kommunalbestyrelsen valgt.
Da de tre tidligere kommuner havde Venstre-borgmestre var det ikke nogen stor overraskelse, at Venstre vandt kommunalvalget. Det var efter valget usikkert, om borgmesteren i Hvalsø (Virginia Holst) eller Bramsnæs (Flemming Jensen) ville blive ny borgmester. Ved konstitueringen blev Jensen valgt.
Den nye kommunes arv fra de tre gamle kommuner er tydelig: Borgmesteren er fra Bramsnæs, rådhusene ligger både i Hvalsø og Allerslev og navnet er Lejre.
I 2011 blev Lejre Kommune placeret i top 10 på listen (undersøgelse foretaget af Arbejderbevægelsens Erhvervsråd for Ugebrevet A4) over de bedste danske kommuner at leve i.

## Byer
| Kommunens største byer |                   |                   |
| Nr                     | By                | Indbyggere (2024) |
| 1                      | Kirke Hvalsø      | 4.587             |
| 2                      | Lejre             | 3.165             |
| 3                      | Kirke Hyllinge    | 2.411             |
| 4                      | Osted             | 2.266             |
| 5                      | Ejby              | 2.008             |
| 6                      | Kirke Saaby       | 1.663             |
| 7                      | Gevninge          | 1.646             |
| 8                      | Kirke Sonnerup    | 917               |
| 9                      | Gershøj           | 696               |
| 10                     | Lyndby            | 597               |
| 11                     | Kyndeløse Sydmark | 555               |
| 12                     | Vester Såby       | 451               |
| 13                     | Øm                | 450               |
| 14                     | Sæby              | 336               |
| 15                     | Englerup          | 286               |
| 16                     | Lindenborg        | 269               |
| 17                     | Torkilstrup       | 243               |

## Politik

### Mandatfordeling 2005-21
| 7 |  |  |  | 2 |  | 12 |

| 21 | 4 |

| 6 |  | 2 | 6 |  | 9 |

| 17 | 8 |

| 3 |  | 9 |  | 2 | 8 |  |

| 18 | 7 |

| 6 |  | 2 | 5 | 2 | 8 |  |

| 17 | 8 |

| 6 |  | 4 | 4 |  | 8 |  |

| 14 | 11 |

| 6 |  | 4 | 4 |  | 7 |  |  |

| 14 | 11 |

### Nuværende byråd
| Navn                         | Parti                                    |
| ---------------------------- | ---------------------------------------- |
| Tina Mandrup (Borgmester)    | Venstre - 8 mandater                     |
| Flemming Damgaard Larsen     | Venstre - 8 mandater                     |
| Lotte Greve                  | Venstre - 8 mandater                     |
| Jens K. Jensen               | Venstre - 8 mandater                     |
| Christian Fjeldsted Andersen | Venstre - 8 mandater                     |
| Carsten Helles Rasmussen     | Venstre - 8 mandater                     |
| Klaus Kristiansen            | Venstre - 8 mandater                     |
| Henning Nielsen              | Venstre - 8 mandater                     |
| Carsten Rasmussen            | Socialdemokratiet - 6 mandater           |
| Rikke Zwisler Grøndal        | Socialdemokratiet - 6 mandater           |
| Bente Blumensaat             | Socialdemokratiet - 6 mandater           |
| Sine Gormsen                 | Socialdemokratiet - 6 mandater           |
| Martin Stokholm              | Socialdemokratiet - 6 mandater           |
| Connie B. Jensen             | Socialdemokratiet - 6 mandater           |
| Mikael Ralf Baade Larsen     | Socialistisk Folkeparti - 4 mandater     |
| Claus Jørgensen              | Socialistisk Folkeparti - 4 mandater     |
| Susanne Borup                | Socialistisk Folkeparti - 4 mandater     |
| Irene Porse                  | Socialistisk Folkeparti - 4 mandater     |
| Grethe Saabye                | Det Konservative Folkeparti - 4 mandater |
| Ida Dyhr                     | Det Konservative Folkeparti - 4 mandater |
| Birgitte Schytte             | Det Konservative Folkeparti - 4 mandater |
| Bjørn Lykke Sørensen         | Det Konservative Folkeparti - 4 mandater |
| Ivan Mott                    | Enhedslisten - 1 mandat                  |
| Thomas Bisgaard              | Radikale Venstre - 1 mandat              |
| Ole Blickfeldt               | Dansk Folkeparti - 1 mandat              |

| Navn              | Skiftet fra      | Skiftet til          | Dato            |
| ----------------- | ---------------- | -------------------- | --------------- |
| Ole Blickfeldt    | Dansk Folkeparti | Løsgænger            | 28. marts 2023  |
| Ole Blickfeldt    | Løsgænger        | Danmarksdemokraterne | 30. august 2023 |
| Klaus Kristiansen | Venstre          | Liberal Alliance     | 4. april 2024   |

| Udtrådt                      | Indtrådt             | Parti   | Dato             |
| ---------------------------- | -------------------- | ------- | ---------------- |
| Christian Fjeldsted Andersen | Lars Kimer Mortensen | Venstre | 7. december 2023 |

### Byråd 2018-2022
| Navn                           | Parti                                    |
| ------------------------------ | ---------------------------------------- |
| Line Holm Jacobsen             | Venstre - 8 mandater                     |
| Flemming Damgaard Larsen       | Venstre - 8 mandater                     |
| Tina Mandrup                   | Venstre - 8 mandater                     |
| Jens Kristian Jensen           | Venstre - 8 mandater                     |
| Christian Fjeldsted Andersen   | Venstre - 8 mandater                     |
| Carsten Helles Rasmussen       | Venstre - 8 mandater                     |
| Lotte Greve                    | Venstre - 8 mandater                     |
| Erik Rønnenkamp Holst          | Venstre - 8 mandater                     |
| Carsten Rasmussen (Borgmester) | Socialdemokratiet - 6 mandater           |
| Leif V. Nielsen                | Socialdemokratiet - 6 mandater           |
| Rikke Zwisler Grøndal          | Socialdemokratiet - 6 mandater           |
| Martin Stokholm                | Socialdemokratiet - 6 mandater           |
| Burak Ulrik Ulucan             | Socialdemokratiet - 6 mandater           |
| Connie B. Jensen               | Socialdemokratiet - 6 mandater           |
| Mikael Ralf Larsen             | SF - 5 mandater                          |
| Marinus Bastian Meiner         | SF - 5 mandater                          |
| Christian Plank                | SF - 5 mandater                          |
| Claus Jørgensen                | SF - 5 mandater                          |
| Julie Hermind                  | SF - 5 mandater                          |
| Grethe Nørtoft Saabye          | Det Konservative Folkeparti - 2 mandater |
| Frederik Dahl                  | Det Konservative Folkeparti - 2 mandater |
| Ole Blickfeldt                 | Dansk Folkeparti - 2 mandater            |
| Sanne Hilliger                 | Dansk Folkeparti - 2 mandater            |
| Ivan Mott                      | Enhedslisten - 1 mandat                  |
| Thomas Bisgaard                | Radikale Venstre - 1 mandat              |

| Navn                  | Skiftet fra | Skiftet til | Dato            |
| --------------------- | ----------- | ----------- | --------------- |
| Erik Rønnenkamp Holst | Venstre     | Løsgænger   | 1. oktober 2018 |

| Dato            | Udtrådt        | Indtrådt             | Parti            |
| --------------- | -------------- | -------------------- | ---------------- |
| 29. maj 2018    | Frederik Dahl  | Bjørn Lykke Sørensen | Konservative     |
| 23. januar 2019 | Sanne Hilliger | Steen Hansen         | Dansk Folkeparti |
| 29. august 2019 | Julie Hermind  | Laith Wafiq          | SF               |

### Borgmestre
| # | Periode   | Navn              | Parti                   |
| - | --------- | ----------------- | ----------------------- |
| 1 | 2007-2009 | Flemming Jensen   | Venstre                 |
| 2 | 2010–2016 | Mette Touborg     | Socialistisk Folkeparti |
| 3 | 2016–2021 | Carsten Rasmussen | Socialdemokratiet       |
| 4 | 2022–     | Tina Mandrup      | Venstre                 |

## Kendte personer fra Lejre Kommune
- Patricia Crone islamforsker, fra Kyndeløse Sydmark, Rye Sogn